# Edmund Clauws
Edmund Clauws is een Belgisch voormalig bowler.

## Levensloop
Clauws behoorde tot het 'team of six' (voorts samengesteld uit Gaston Wuylens, N. Wuylens, Leon Van Osmael, J. Recoules en F. Jochmans) dat brons won op de Europese kampioenschappen van 1965 te Birmingham.